# سیارک ۱۶۲۳۹
سیارک ۱۶۲۳۹ (به انگلیسی: 16239 Dower، نامگذاری:2000GY105) شانزده هزار و دویست و سی و نهمین سیارک کشف شده‌است که در ۷ آوریل ۲۰۰۰ کشف شد.
قدر مطلق سیارک برابر ۱۱.۷ است.